# Heptamerón

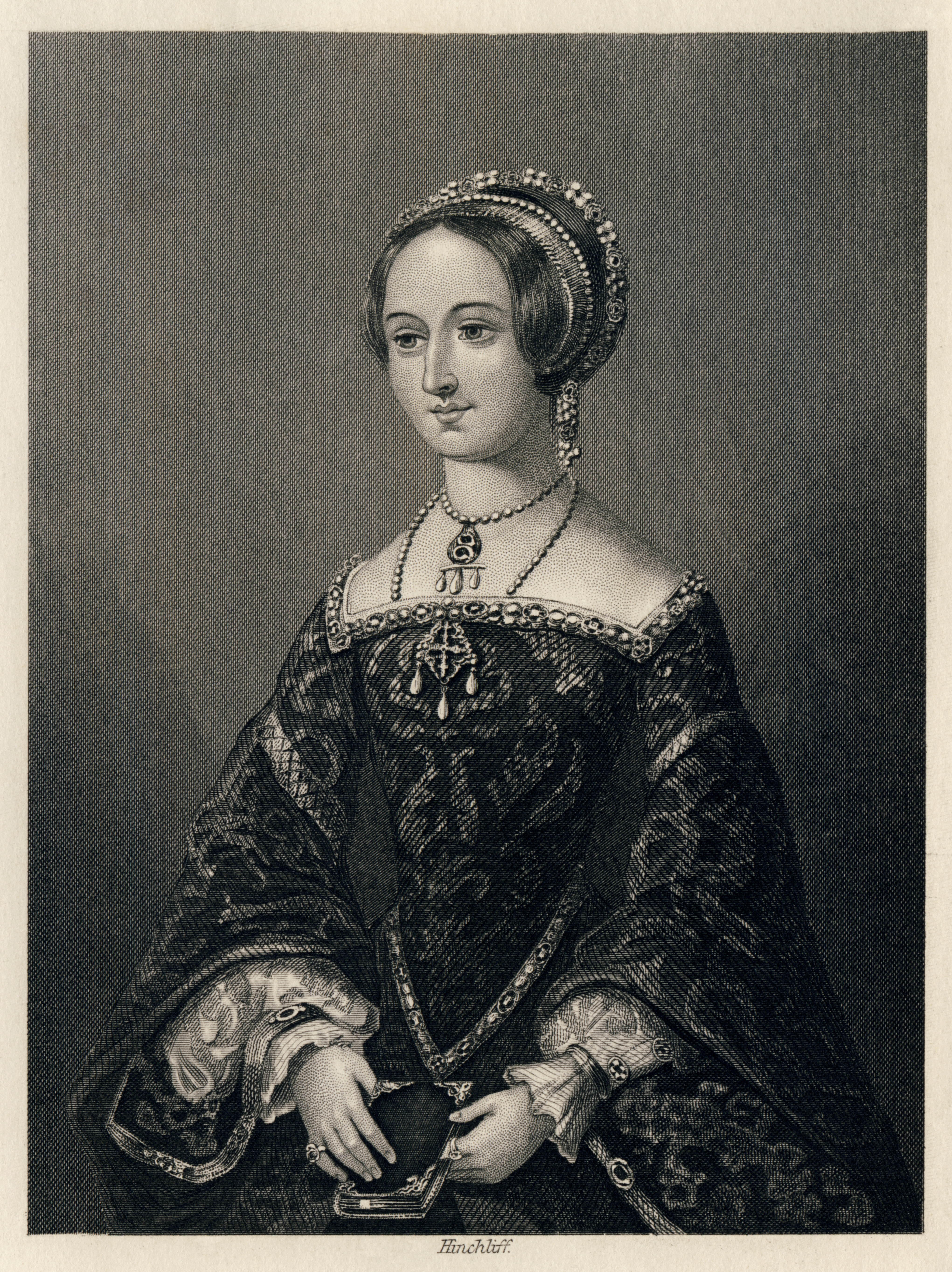
Grabado de John James Hinchliff (1805 - 1875), que representa a la reina Margarita, empleado en una traducción inglesa de 1864.

El Heptamerón es una colección de 72 cuentos escritos en francés por la reina Margarita de Navarra, consorte de Enrique II de Albret. En 1973, el realizador de cine francés Claude Pierson (1930-1997) produjo una adaptación de esta obra, titulada Ah! Si mon moine voulait... (Ah, si mi mente quisiera) con Alice Arno en el reparto.

## Primeras ediciones
La primera publicación de lo que se acabaría llamando Heptamerón tuvo lugar nueve años después de la muerte de la reina, con el título Histoires des Amans fortunes (París, Gilles Gilles, 1558) con solo 67 novelas y anónimo;
en el prólogo del editor, Pierre Boaistuau, sugiere la paternidad de Margarita sobre la obra. Un año más tarde, aparece el Heptaméron des Nouvelles de très illustre et très excellente Princesse Marguerite de Valois, remis en son vray ordre, confus auparavant en sa première impression, (París: Claude Gruget,
1559) donde se aclara la cuestión de la autoría.

## Contenido
Recibe su nombre del griego y quiere decir siete días, estando el octavo incompleto. Sigue, al menos en parte, el modelo del Decamerón de Boccaccio. El marco literario en el que se inscriben las narraciones es el de unos nobles que están descansando en Cauterets, en el Pirineo, y que cuentan historias para entretenerse mientras están incomunicados por las tormentas. La temática de la obra generalmente es de tipo amoroso: romances, infidelidades, engaños o burlas, lascivia, fuertes críticas a la licenciosidad de los franciscanos, etcétera. Margarita toma sus historias de diversas fuentes: los fabliaux, Boccaccio, fuentes clásicas, literatura oral, historias coetáneas, literatura medieval...

## Traducciones al español
- El Heptamerón, Barcelona: Ediciones Marte, 1966. Ilustrada por Munoa. Traducción del francés por Josefina Martínez Gastey. Depósito legal: B.30.001-1966.
- Heptamerón, Barcelona: Editorial Iberia, 1967, Obras Maestras, 2 vols. Traducción del francés por Pilar Guibelalde.
- Heptamerón, Barcelona: Ediciones 29, 1970, Colección Clásicos amorosos, 1.
- Heptameron, Madrid: Club Internacional del Libro, D.L., 1978, Clásicos universales de la literatura erótica, 2 vols. ISBN 84-7461-066-4.
- Heptamerón, Madrid: Cátedra, 1991, Letras universales, 160, traducción y notas de María Soledad Arredondo. ISBN 84-376-1012-5.